# رودخانه پانگانی

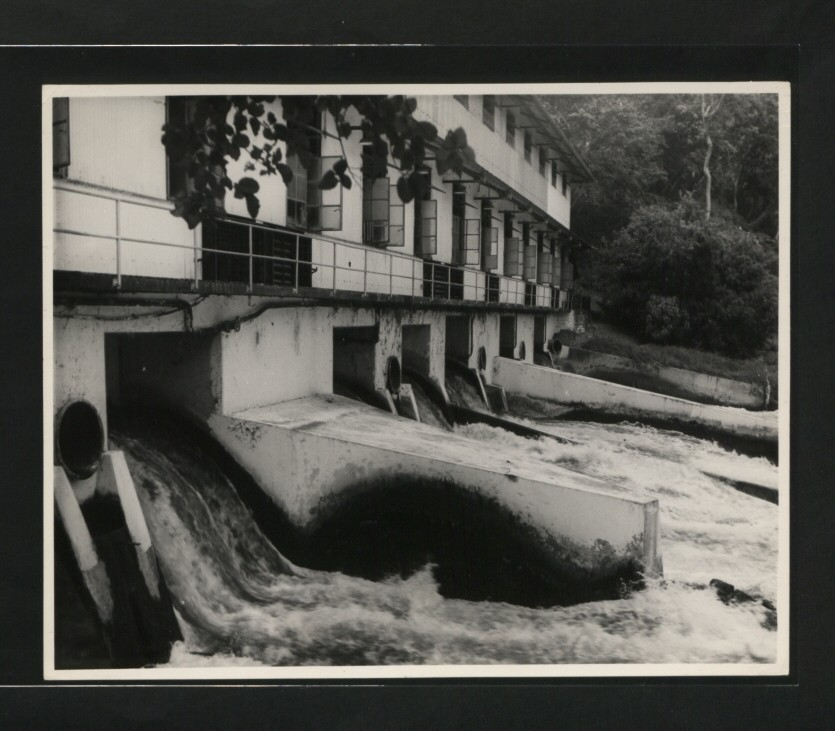
طرح برق آبی پانگانی

رودخانه پانگانی (Mto Pangani، در سواحیلی، همچنین به نام لوفو و جیپه روو به ویژه در منابع قدیمی تر و احتمالاً زمانی به نام راپتوس)، یکی از رودخانه‌های شمال شرقی تانزانیا است.
این رودخانه دو منبع اصلی دارد:
اولی رووو که از منطقه لومی در کلیمانجارو نشات می‌گیرد، از دریاچه جیپ می‌گذرد و به مخزن نیومبا یا مونگو می‌ریزد.
دومی رودخانه کیکولتوا که از غرب می‌آید و عمدتاً از رودخانه‌های کوه مرو در منطقه آروشا تغذیه می‌شود که همچنین به مخزن نیومبایامونگو در منطقه کلیمانجارو نیز وارد می‌شود. درست پس از خروج از مخزن، جریان به پانگانی اصلی تبدیل می‌شود که در منطقه تانگا در شهر بندری پانگانی تانگان به اقیانوس هند می‌ریزد.
رودخانه در بیشتر طول خود در امتداد مرزهای منطقه ای منطقه کلیمانجارو و منطقه مانیارا جریان دارد و سپس به منطقه تانگا می‌ریزد که نیروگاه برق آبی ۶۸ مگاواتی پانگانی را در سد آن راه می‌اندازد.
چندین جزیره مسکونی در داخل رودخانه وجود دارد. این رودخانه پر از کروکودیل است و اسب آبی در قسمت‌های پایین آن کمیاب تر است.

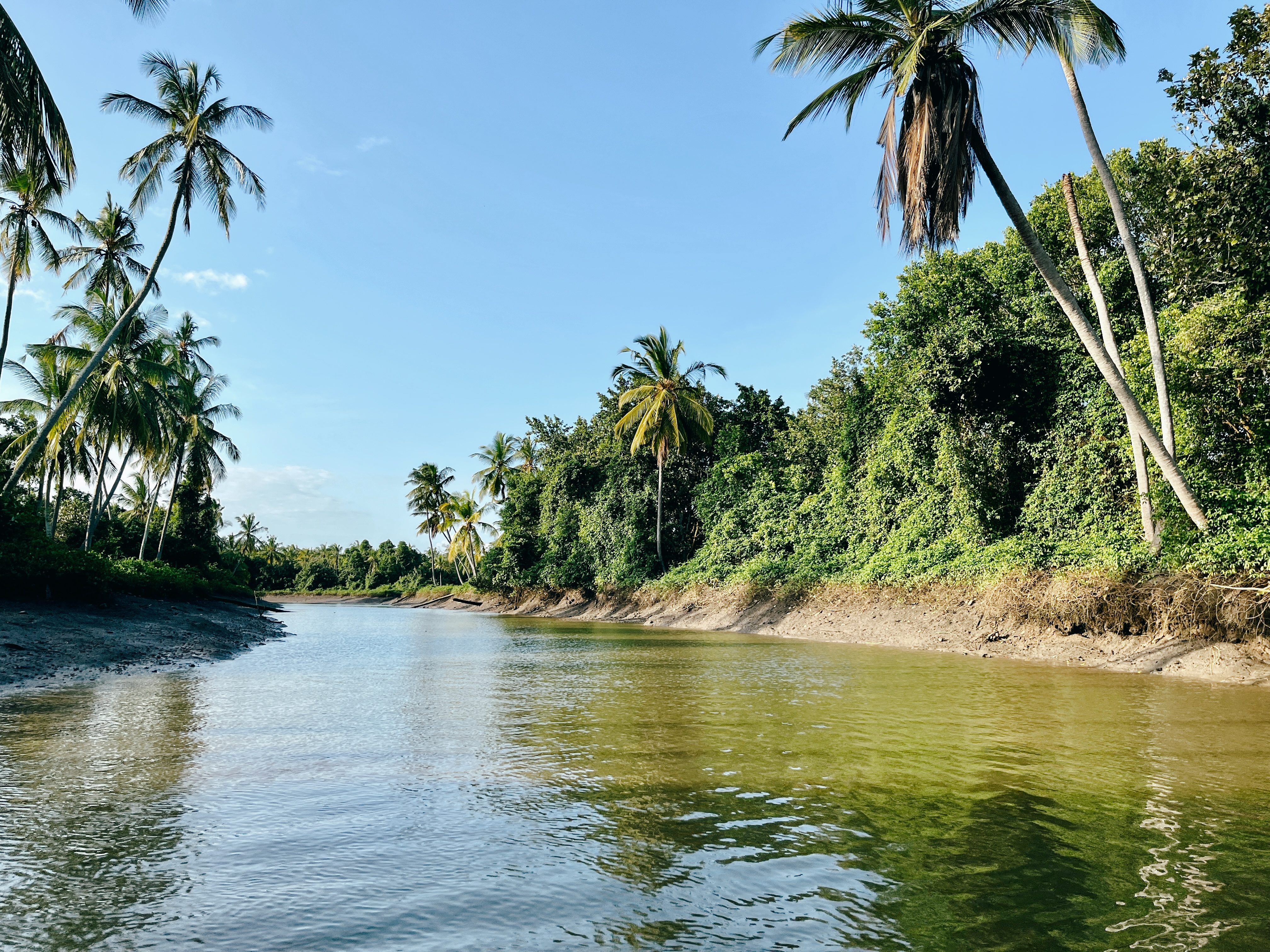
رودخانه پانگانی در بخش بوشیری

رودخانه پانگانی ۵۰۰ کیلومتر (۳۱۰ مایل) طول دارد.

## هیدرومتری
میانگین جریان ماهانه پانگانی در ایستگاه مطالعات آبی در استان کوروگوه بر حسب متر مکعب بر ثانیه، مطابق نمودار زیر است. جریان آب در پانگانی، مانند بسیاری از رودخانه‌های منطقه، وابسته به زمان هستند.

## حوضه آبریز پانگانی
حوضه آبریز پانگانی یکی از نه حوضه تانزانیا است که از ارتفاعات شمالی تا خط ساحلی شمال شرقی تانزانیا امتداد دارد و دارای مساحت تقریباً ۵۶٬۳۰۰ کیلومتر مربع (۲۱٬۷۰۰ مایل مربع) است که ۴٬۸۸۰ کیلومتر مربع (۱٬۸۸۰ مایل مربع) آن در کنیا است.
این حوضه آبریز شامل پنج زیرحوضه است: رودخانه پانگانی (۴۳٬۶۵۰ کیلومتر مربع (۱۶٬۸۵۰ مایل مربع)، رودخانه اومبا (۸٬۰۷۰ کیلومتر مربع (۳٬۱۲۰ مایل مربع)، رودخانه مسنگازی (۵٬۰۳۰ کیلومتر مربع (۱٬۹۴۰ مایل مربع)، رودخانه زیگی، رودخانه مکولوموزی به اضافه سایر رودخانه‌های ساحلی (۲٬۰۸۰ کیلومتر مربع (۸۰۰ مایل مربع)). همه اینها به اقیانوس هند تخلیه می‌شود.
هیئت آب حوضه پانگانی (PBWB) در ژوئیه ۱۹۹۱ تحت قانون استفاده از آب (کنترل و مقررات شماره ۴۲ در سال)۱۹۷۴ تأسیس شد. دفتر مرکزی آن در شهرداری موشی در منطقه کلیمانجارو است. دو دفتر دیگر آن در آروشا و تانگا هستند.
سیستم رودخانه به دلیل استفاده متناقض از آب و تخصیص بیش از حد آب آن تحت فشار است. بسیاری از کشاورزان برای آبیاری به رودخانه متکی هستند. پروژه‌های سدسازی در طول رودخانه، جریان رودخانه را از چند صد متر مکعب در ثانیه به کمتر از ۴۰ متر مکعب بر ثانیه (۱٬۴۰۰ فوت مکعب بر ثانیه) رسانده‌است. این امر جوامع ساحلی را تحت تأثیر قرار داده‌است که شاهد کاهش زیادی در جمعیت ماهیان و نفوذ آب شور بوده‌اند
در سال ۲۰۰۲، پروژه مدیریت حوضه رودخانه پانگانی برای مدیریت منابع آب حوضه ایجاد شد. این سازمان از اتحادیه بین‌المللی حفاظت از طبیعت (IUCN)، سازمان توسعه هلند SNV , سازمان توسعه آلمان GIZ و سازمان غیردولتی محلی PAMOJA کمک فنی دریافت می‌کند. این پروژه همچنین از دولت تانزانیا، IUCN، کمیسیون اروپا و تسهیلات جهانی محیط زیست از طریق برنامه توسعه سازمان ملل متحد بودجه دریافت می‌کند.

## تجارت
تجارت خوبی در این منطقه وجود دارد که همان بارگیری و تخلیه بار در رودخانه است. محصولات عمدتاً بر روی قایق‌های ساخته شده از نخل مواله (Moale) از رودخانه پایین می‌آیند که سپس شکسته می‌شوند و به کالاهای تجاری تبدیل می‌شوند. در سال ۱۸۷۸، رایج‌ترین محصول کشت شده در سواحل رودخانه، شکر گزارش شد.